# Torre de la Mezquita Koutoubia
Torre de la Mezquita Koutoubia  (en inglés: Tower of the Koutoubia Mosque) es una pintura al óleo sobre lienzo realizada, de forma amateur, por Winston Churchill, siendo una obra paisajística impresionista que plasma la Mezquita Kutubía (Marruecos), del siglo XII, situada en la medina de la ciudad de Marrakech, durante una dorada puesta de sol y con la Cordillera del Atlas nevada imponiéndose en el fondo, mide 45,7 centímetros de alto por 61 de ancho.
El cuadro, el único que  Churchill completó durante la Segunda Guerra Mundial, fue realizada entre el 25 y el 26 de enero de 1943, después de una visita a la ciudad de Churchill y el presidente estadounidense Franklin D. Roosevelt, justo finalizada la Conferencia de Casablanca. Más tarde, Churchill se lo regaló a Roosevelt. Después de la muerte de Roosevelt, el cuadro ha ido cambiando de manos en varias ocasiones. La última vez, que se tenga constancia pública, fue cuando la actriz Angelina Jolie lo puso en subasta a través de Christie's, en febrero de 2021, fijándose el mayor precio que jamás haya alcanzado una obra pictórica del político inglés, 8,3 millones de libras, al cambio del momento 9,6 millones de euros, la casa de subastas lo consideró como "la obra más importante de Churchill".
Forma parte del conjunto de cuadros que Churchill escogió como regalo singular a figuras políticas, especialmente estadounidenses y británicas, como muestra profunda de amistad, gratitud y reconocimiento hacia personalidades como Harry Truman, Dwight Eisenhower o George Marshall, entre otros.

## Descripción

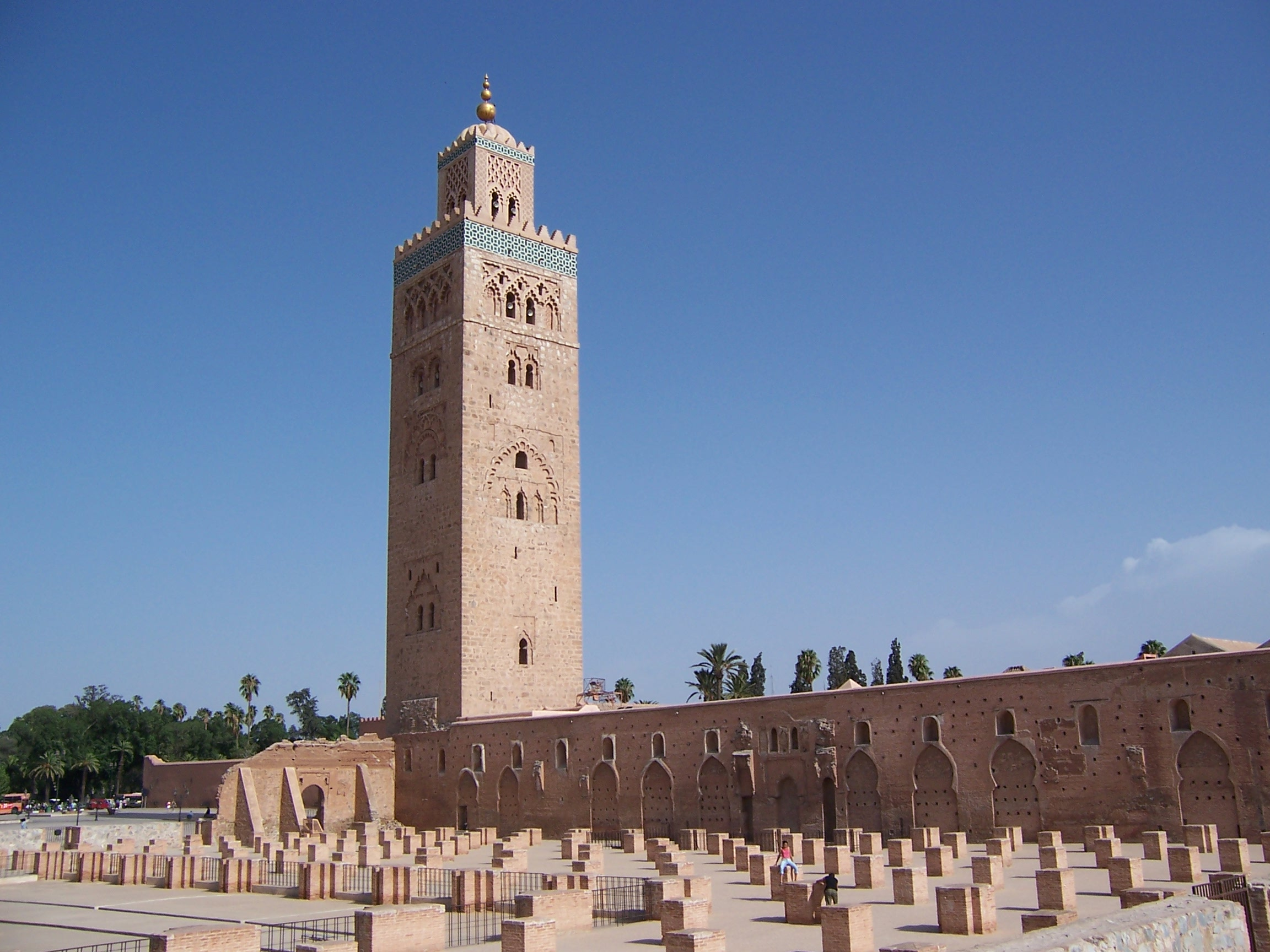
Mezquita Kutubía, Marrakech (Marruecos).

La pintura es un óleo sobre lienzo, mide 45,7 centímetros de alto por 61 de ancho, siendo de carácter paisajística impresionista que plasma la Mezquita Kutubía (Marruecos), detrás a la derecha, del siglo XII; con las murallas de la medina de la ciudad de Marrakech, a media distancia y su puerta principal, la de Bab Doukkala, a la izquierda, con el minarete de la mezquita de Bab Doukkala, edificaciones de tonos entre ocres, moradas y rosas al ser bañados por la luz dorada del sol que se extiende por muros y tejados; y con el púrupura de la Cordillera del Atlas nevada imponiéndose como telón de fondo, en contraste con el azul del cielo que se desvanece. El verdor de la palmeras y la vegetación sirven de transición entre la ciudad y las montañas. Todo el conjunto con la profundidad del cielo, en el instante de una dorada puesta de sol, al clásico atardecer, de finales de enero, en despejado cielo azul, formando largas e intensas sombras y tonos cálidos, con un muy buen manejo de la luz, mediante la pincelada impresionista rápida y separada para representar la fugaz luz del día que se acaba.  En primer término, los tonos ocres terrosos y las figuras humanas, que parecen cobrar movimiento en el regreso a la ciudad después de su jornada, aportando sensación de escala y animando la escena. En suma, la obra adopta una paleta de rosas arena, verdes celestes y azules difusos. Completada en dos días, entre el 25 y el 26 de enero de 1943, bajo las iniciales de su nombre completo W.S.C. (Winston Spencer Churchill).
Como curiosidad, muchas décadas después, en 1995, la Unesco, un agencia especializada de la ONU, confirió, a la Mezquita Kutubía , el título de Patrimonio de la Humanidad; cabe señalar que el principal valedor e impulsor de las Naciones Unidas fue Roosevelt, en el propio transcurso de la Segunda Guerra Mundial, con la declaración de enero de 1942.
Después del fallecimiento de Churchill, el cuadro fue registrado como el número 381 del catálogo razonado Churchill: sus pinturas publicado por el historiador de arte David Coombs, en 1967.

## Historia

### Descubrimiento del emplazamiento
Winston Churchill había visitado Marruecos por primera vez en el invierno de 1935 a 1936, cuando su tutor de pintura y amigo, John Lavery, quien tenía una casa en Tánger, lo alentó a visitar el país. Decepcionado por las constantes lluvias caídas en Tánger durante la Navidad, se trasladó a la ciudad de Marrakech para pasar el Año Nuevo. A pesar de sus reservas iniciales; aseveró que “las multitudes, los olores y la incomodidad general para pintar me repelían”; se quedó tres semanas y llegó a amar profundamente la ciudad que llamó “El París del Sahara". Encontrándolo propicio tanto para trabajar como para pintar, le escribió a su esposa, Clementine, que estaba publicando artículos de periódico, redactando libros y que había completado siete cuadros entre “un sol brillante, aire translúcido y enjambres de habitantes pintorescos”. A partir de ese momento y en el transcurso de su vida, los parajes de Marruecos, considerados por él como una revelación, y, singularmente, los de Marrakech fueron una destacada fuente de inspiración, contribuyendo en una cuarentena al conjunto de sus obras. El líder británico le había comentado al presidente estadounidense Franklin Roosevelt, en uno de los encuentros que mantuvieron en la Casa Blanca, antes de 1943, la belleza de la ciudad de Marrakech 

### Conferencia de Casablanca, enero 1943
Para entender cómo un pintor amateur como Churchill tan prolífico artísticamente, a lo largo de su vida llegó a crear un total 500 obras, solamente finalizó este cuadro en el transcurso de una larga Segunda Guerra Mundial, tenemos que entender lo que significó, para él, la Conferencia de Casablanca, en general, y su estrecha relación con el presidente de los Estados Unidos, Franklin D. Roosevelt, en particular. 

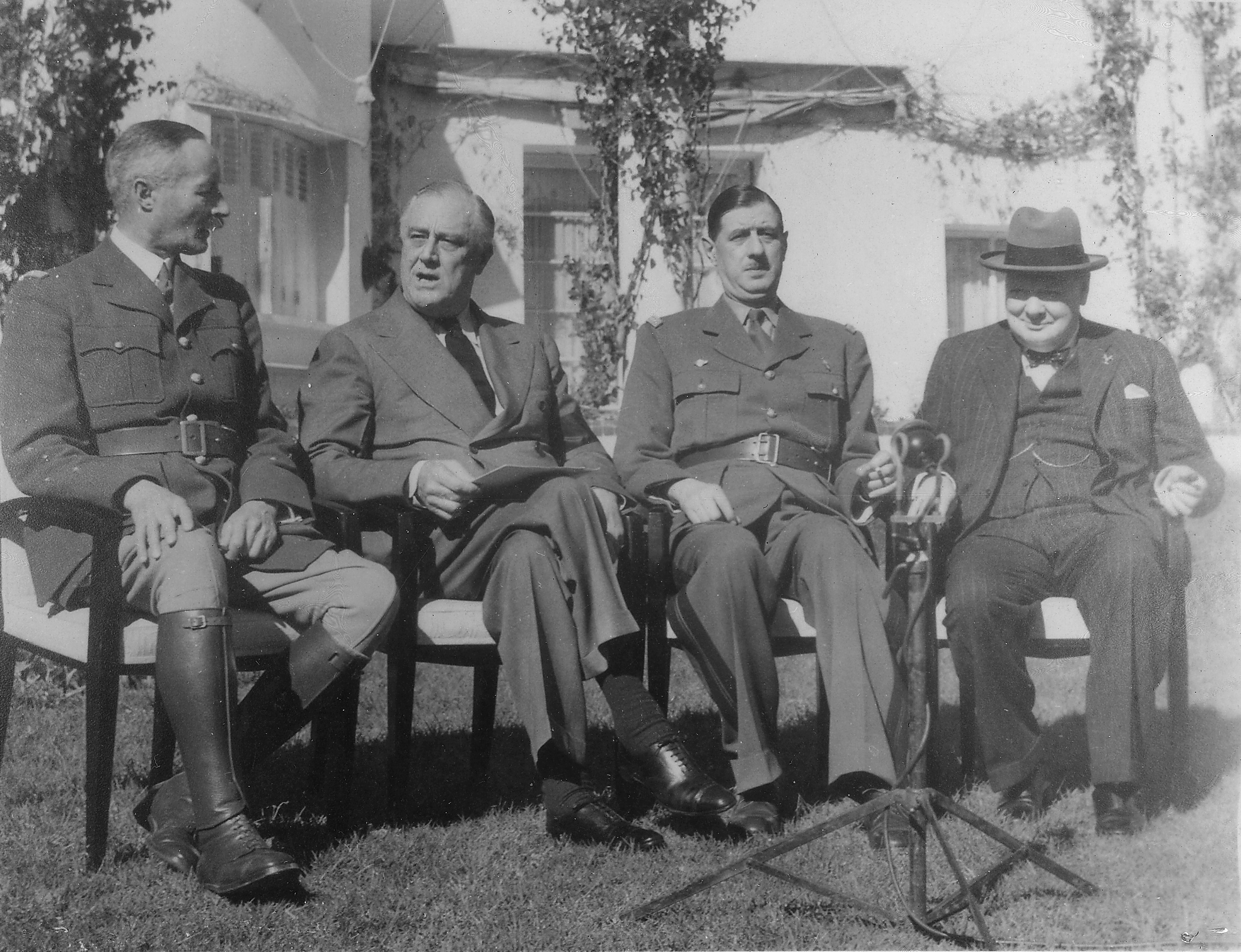
De izquierda a derecha, Giraud, Roosevelt, De Gaulle y Churchill, en la Conferencia de Casablanca.

En el marco de la Segunda Guerra Mundial, en enero de 1943, los Aliados, decidieron reunirse en persona, por primera vez, para coordinar sus actividades, en la Conferencia de Casablanca. Si bien, Iósif Stalin, dictador de la URSS, había sido invitado, declinó su asistencia, prefiriendo centrarse, prioritariamente, en la decisiva Batalla de Stalingrado y dejar su participación para otra cimera más adelante. Finalmente, los asistentes fueron, además de Churchill, Roosevelt, presidente de Estados Unidos, y Charles De Gaulle, juntamente con, Henri Giraud, en nombre de la Francia Libre; por consiguiente, los principales integrante occidentales de los Aliados. Entre los acuerdos más trascendentales, podemos destacar la reivindicación, liderada por Roosevelt, de que únicamente se admitiría la rendición incondicional de las potencias del Eje (Alemania, Italia y Japón); abrir un frente occidental en la Europa continental mediante la invasión de Sicilia y la Campaña de Italia para ayudar a Stalin, dividiendo las fuerzas militares de Hitler; y reconocer a De Gaulle y a Giruad como representantes de la Francia Libre y la participación activa de ésta dentro de los aliados. Pocos días después, Estados Unidos, lanzaría su primero bombardeo aéreo sobre Alemania.
Tenemos que tener en cuenta que desde el estallido de la contienda bélica, en septiembre de 1939, hasta esas fechas, la iniciativa y ventaja se habían decantado del lado Hitler. Reino Unido, había tenido que adoptar un posición defensiva y de resistencia ante el intento feroz de invasión debido a la Batalla de Inglaterra, y además de forma heroica y solitaria: las democracias europeas, entre ellas Francia, habían caído o capitulado, Estados Unidos, todo y la ayuda material, no entraría en la guerra hasta diciembre de 1941. Por su parte, Stalin, en el frente oriental, si bien de una forma no tan acuciada, había sufrido una situación parecida de adversidad, sin embargo, la Batalla de Stalingrado, y ya en esas fechas, había significado un punto de inflexión a favor de los soviéticos. 

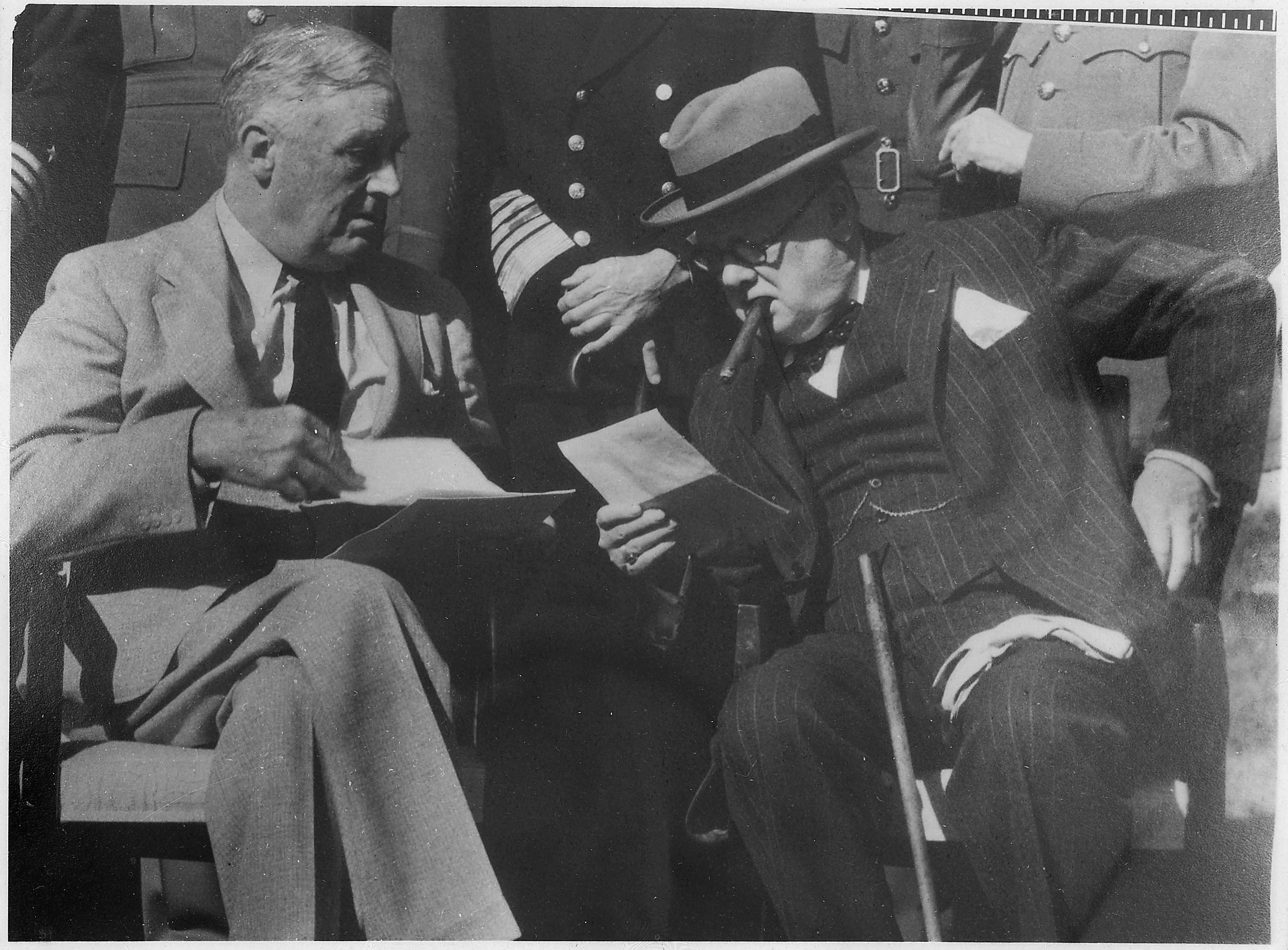
Roosevelt, izquierda, Churchill, derecha, en la Conferencia de Casablanca

En suma, el conjunto de todos estos elementos, significó para Churchill un cambio de rasante de tal trascendencia que desencadenaría en la victoria del Reino Unido y la derrota de Hitler en la Segunda Guerra Mundial. 
Tas tres diez de intensa cumbre y concluida ésta, Churchill convenció a un Roosevelt, inicialmente reticente, para que se quedara un día más y lo acompañara en un viaje a uno de sus lugares favoritos de descanso, Marrakech. “No puedes recorrer todo este camino hasta el norte de África sin ver Marrakech, dijo el primer ministro británico, “Tengo que estar contigo cuando veas la puesta de sol en las montañas del Atlas", añadiendo después. Fueron necesarias cinco horas de trayecto para recorrer los 240 kilómetros que les separaban de Casablanca. Una vez allí, ambos se hospedaron en la Villa Taylor, a las afueras de las murallas de la antigua ciudad, el 24 de enero, desde su torre de cinco pisos contemplaron, la puesta de sol sobre las montañas nevadas. El viaje había merecido la pena a Roosevelt le encantó ese atardecer, quedó asombrado, de tal forma que comentó: "Es un momento increíblemente conmovedor» y "Aquí hay dos grandes líderes compartiendo un breve respiro de los traumas de la guerra". Como recordaría más tarde el médico de Churchill, Lord Moran, “Nos quedamos mirando las colinas purpúreas, donde la luz cambiaba cada minuto”.
Viendo el impacto positivo causado en Roosevelt, el primer ministro británico decidió alargar su estancia algunos días con el fin de poder plasmar el cautivador paisaje en unos de sus cuadros desde un balcón de la Villa Taylor, con la Torre de la Mezquita de Kutubía como encuadramiento. El propio Churchill describió el evento en el cuarto volumen de sus memorias de la Segunda Guerra Mundial, The Hinge of Fate : "Regresé a Villa Taylor, donde pasé otros dos días en correspondencia con el Gabinete de Guerra sobre mis futuros movimientos y pintando desde la torre el único cuadro que completé durante la guerra. En este contexto, a través de un cuadro como regalo, Churchill quiso imbricar la faceta diplomática de la relación especial entre ambos países, Reino Unido y Estados Unidos, el arduo desafío que se les presentaba delante, pero esperanzador, juntamente con la personal: la amistad, admiración, reconocimiento, respeto y gratitud que sentía hacía el líder estadounidense. Finalmente, la obra fue enviada a Roosevelt como regalo de cumpleaños, el 30 de enero de 1943, junto a una nota en la que ponía que era un recuerdo del breve interludio que habían compartido en el fragor de la guerra.

### Trayectoria posterior de la obra
Después del fallecimiento de Roosevelt, su destinatario original, la pintura fue heredada por su hijo, Elliot, quien la vendió a George W. Woodward, coleccionista de Nebraska, en 1950, que, a su vez, fue comprada por Norman G. Hickman de Nueva York en 1964. Éste era un financiero, productor cinematográfico y ávido coleccionista de arte que había participado en la producción The Finest Hours (1964) una película sobre la vida de Churchill, durante este periodo, la pintura se exhibió en el Museo Nacional Churchill en Fulton, Misuri. Permaneció en propiedad de su familia, fue legado primero a su mujer y después a su hija, hasta que, en 2011, fue comprado en el anticuario MS Rau Antiques (Nueva Orleans) por el actor Bradd Pitt, quien se lo regaló a su pareja y futura mujer, la también actriz Angelina Jolie. Ésta, después del divorcio, en 2021 lo subastó, a través de Christie's, alcanzado la astronómica cifra de 8,3 millones de libras, al cambio del momento 9,6 millones de euros, siendo el precio más elevado alcanzado jamás por una pintura de Churchill. Nick Orchard, responsable del departamento de Arte Moderno Británico e Irlandés de la casa de subastas, destacó, en un comunicado, que "el obsequio a Roosevelt subraya el hecho de que Churchill tenía al presidente estadounidense en alta consideración y señala sus esfuerzos conjuntos para guiar a las potencias aliadas hacia el final de la Segunda Guerra Mundial", [...] "Esta es la diplomacia de Churchill en su faceta más personal e intensa. [..] No es un simple regalo entre líderes. Esto es poder blando, y en eso reside la esencia de esta relación tan especial". Además, en el catálogo de la subasta, el historiador de arte del Churchill College de la Universidad de Cambridge Barry Phipps afirmó "(La pintura) se considera comúnmente como la más importante de Winston Churchill, con su historia entretejida en la historia del siglo XX". El nuevo adjudicatario prefirió conservar el anonimato, con lo que se desconoce, públicamente, su localización actual; sin que haya constancia alguna de haberse producido ningún cambio nuevo de propiedad.

## Reproducción para Truman ypintura diplomática
De los cinco centenares de cuadros que creó Churchill a lo largo de su vida, este fue uno de los que escogió como regalo singular a figuras políticas, especialmente estadounidenses, como muestra profunda de amistad, gratitud y reconocimiento. Como guiño a esta pintura y a su significado, en 1948, realizaría una reproducción, en este caso bajo el título de Marrakech, si bien cambiando ligeramente el enfoque y el encuadre para establecer una personalización, pero la esencia siendo la misma, para dárselo, en 1951, al sucesor de Roosevelt después de acontecer su muerte, Harry Truman. Siendo subastado, por la hija de éste, Margaret, en diciembre de 2007, mediante Sotheby's, y alcanzando la cifra de 468.500 libras, o 556.240 euros al cambio del momento.
Siguiendo esta estela, pero con diferente contenido, en 1953, Churchill le entregó como presente uno al que fuera Jefe del Estado Mayor del Departamento de Guerra de Roosevelt, y Secretario de Estado y de Defensa de Truman, George Marshall, impulsor del Plan Marshall, titulado Vista de Tinerhir, datado en 1951, siendo otro paisaje marroquí. En este caso, subastado en Sotheby's, en diciembre de 2006, por 612.800 libras, equivalente, al cambio de ese instante, a 904.367 euros. Churchill también le regalaría una de sus pinturas, nuevamente una vista marroquí, del Valle del Ourika y la cordillera del Atlas, a Dwight Eisenhower.